# (39827) 1998 BA3
(39827) 1998 BA3 est un astéroïde de la ceinture principale d'astéroïdes découvert en 1998.

## Description
(39827) 1998 BA3 a été découvert le 19 janvier 1998 à l'observatoire Palomar, situé au nord de San Diego en Californie, par Paul G. Comba.

### Caractéristiques orbitales
L'orbite de cet astéroïde est caractérisée par un demi-grand axe de 2,26 ua, un périhélie de 1,97 ua, une excentricité de 0,13 et une inclinaison de 1,46° par rapport à l'écliptique. Du fait de ces caractéristiques, à savoir un demi-grand axe compris entre 2 et 3,2 ua et un périhélie supérieur à 1,666 ua, il est classé, selon la JPL Small-Body Database, comme objet de la ceinture principale d'astéroïdes.

### Caractéristiques physiques
(39827) 1998 BA3 a une magnitude absolue (H) de 15,3 et un albédo estimé à 0,424.